# Buda de Esmeralda

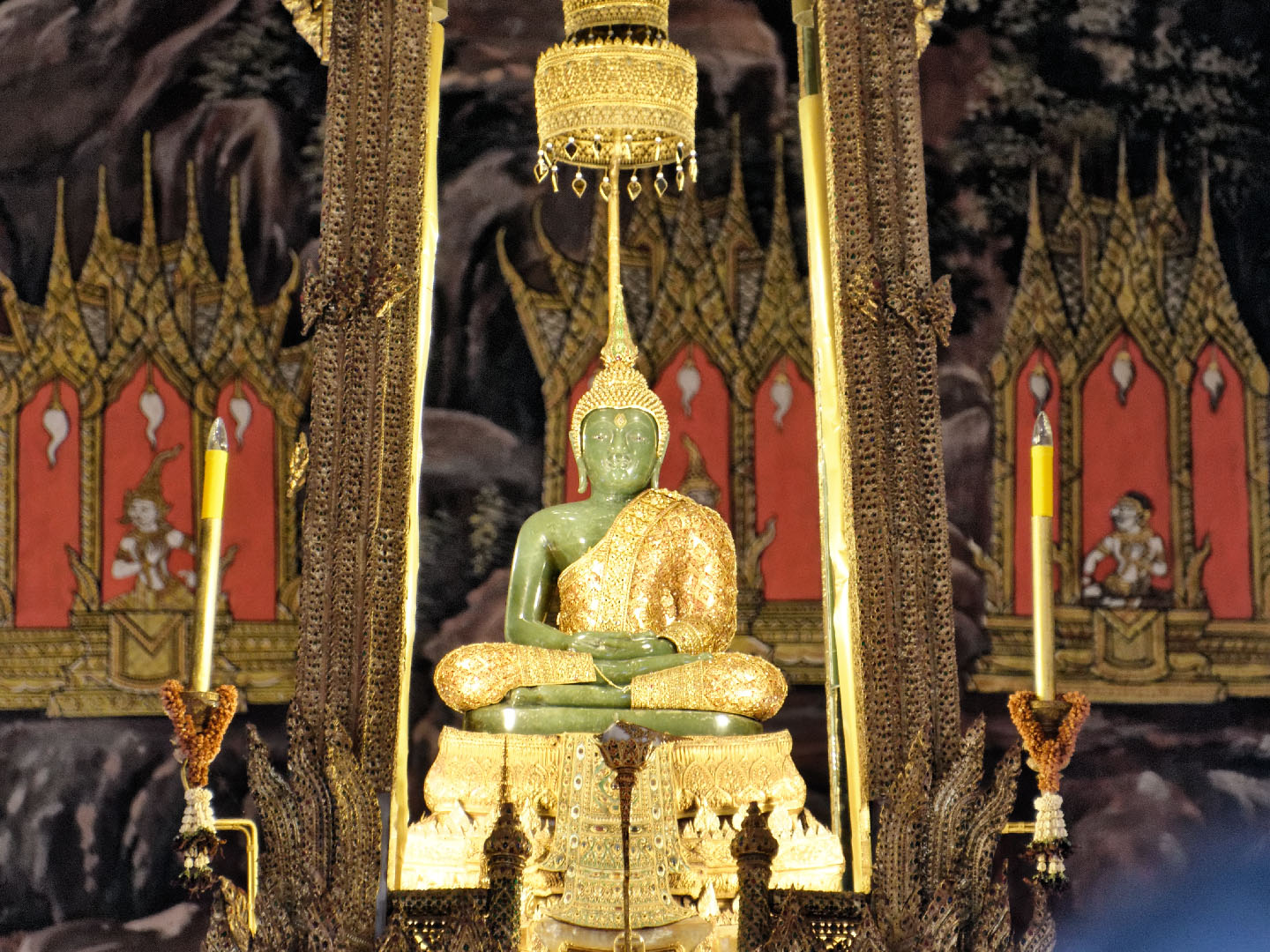
Buda de Esmeralda em vestes da estação das chuvas

O Buda de Esmeralda (em tailandês: พระแก้วมรกต; romaniz.: Phra Kaeo Morakot; ou พระพุทธมหามณีรัตนปฏิมากร; Phra Phuttha Maha Mani Rattana Patimakon é uma estatueta de Buda que é considerada a protetora do Reino da Tailândia e que se encontra no Templo do Buda de Esmeralda (Wat Phra Kaew), no recinto do Grande Palácio de Banguecoque. A imagem, com cerca de 66 cm de altura, representa Buda meditando sentado em pose de ioga e é feita em jade ou jaspe (e não em esmeralda), com roupagens de ouro. É o emblema religioso e simbólico da Dinastia Chacri, a atual casa real tailandesa.

## História
Segundo as fontes históricas, a estátua apareceu no norte da Tailândia, no Reino de Lanna, em 1434. Um dos relatos da sua descoberta conta que ela apareceu quando um raio caiu no chedi do templo Wat Pa Yia ("Mosteiro da Floresta de Bambu", depois rebatizado Wat Phra Kaew) de Chiang Rai, revelando um Buda coberto de gesso no seu interior. O Buda foi posto na residência do abade do mosteiro, que depois notou que o estuque do nariz se tinha desfeito, revelando o interior verde. O abade removeu o gesso e descobriu uma imagem de Buda esculpida em pedra semipreciosa, que ficou conhecida como Phra Kaew Morakot ("Buda de Esmeralda" em português; esmeralda é sinónimo de verde em tailandês e refere-se à cor da estátua e não à sua composição). Para alguns historiadores de arte, a estátua é de estilo Chiang Saen do século XV, o que significa que é de origem Lanna.
O rei Sam Fang Kaen quis levar a estátua na sua capital Chiang Mai, mas o elefante que a carregava insistiu por três vezes em ir para Lampang, o que foi interpretado como um sinal divino, pelo que o Buda de Esmeralda ficou em Lampang num templo especialmente a ele dedicado (atualmente Wat Phra Kaeo Don Tao) durante 32 anos. Em 1468 foi trasladado para Chiang Mai pelo rei Tiloka, onde foi posto num nicho dum grande pagode Chedi Luang.
O Buda de Esmeralda permaneceu em Chiang Mai até 1552, quando foi levado para Luang Prabang, então a capital do reino laociano de Lan Xang. Alguns anos antes, o príncipe da coroa de Lan Xang, Setthathirath tinha sido convidado a ocupar o trono vago de  Lanna, devido à sua mãe ser filha do rei de Chiang Mai que tinha morrido sem deixar herdeiros. Após a morte do seu pai, Potisarat, Setthathirath tornou-se também rei de Lan Xang e quando voltou à sua pátria levou o Buda de Esmeralda com ele.[carece de fontes?] Em 1564, Setthathirath levou a estátua para Vientiane, que ele tinha tornado sua capital devido aos ataques dos birmaneses. A imagem ficou no templo Haw Phra Kaew de Vientiane durante 214 anos.
Em 1779, o general tailandês Chao Phraya Chakri esmagou uma insurreição e levou o Buda de Esmeralda para o Sião. A imagem foi colocada num santuário perto de Wat Arun, em Thonburi, a nova capital. Chao Phra Chakri tomou depois o controlo dos reinos e fundou a Dinastia Chakri do Reino de Rattanakosin, no qual reinou com o nome de Rama I. Ele moveu a capital para a outra margem do rio e construiu o Grande Palácio, em cujo recinto se encontra o Wat Phra Kaew. Este templo foi consagrado em 1784 e o Buda de Esmeralda foi transferido em 22 de março de 1784 com grande pompa para o local onde hoje se encontra, no ubosot ("sala de ordenação") do Wat Phra Kaew.

## Lenda
A lenda do Buda de Esmeralda é relatada em várias fontes, como o Jinakalamali, Amarakatabuddharupanidana e principalmente no Ratanabimbavamsa ("Crónica do Buda de Esmeralda"), escrito em páli por Brahmarājapañña no século XV. A estória é uma mistura de factos e fábulas com algumas variações. Segundo ela, o Buda de Esmeralda foi criado em 43 a.C. por um santo chamado Nagasena na cidade de Pataliputra (atualmente Patna, na Índia), com a ajuda dos deuses hindus Vixnu e Indra, 500 anos depois de Buda ter atingido o Nirvana. Nagasena fez a seguinte profecia: «Esta figura do Buda seguramente que vai dar à religião a mais brilhante importância em cinco terras, as quais são Lankadvipa (Sri Lanca), Ramalakka, Dvaravati (na atual Tailândia), Chieng Mai e Lan Xang (Laos).»
Após permanecer três séculos em Pataliputra, a imagem foi levada para o Sri Lanca para ser preservada durante uma guerra civil. Uma versão da lenda conta que em 457 o rei Anuruth da Birmânia enviou uma missão ao Ceilão para pedir textos budistas e o Buda de Esmeralda para promover o budismo no seu país; os pedidos foram concedidos, mas na viagem de volta o navio perdeu-se durante uma tempestade e desembarcou no Camboja. Quando os tais capturaram Angkor Wat em 1432 (a seguir aos estragos causados por epidemia de peste bubónica), a imagem foi levada para Aiutaia, depois para Kamphaeng Phet (no centro-noroeste da Tailândia), Laos e finalmente Chiang Rai, onde o governante local a escondeu até ser encontrada em 1434.

## A estátua
A imagem é feita duma pedra semipreciosa que alguns descrevem como jade e outros como jaspe e não como esmeralda. A estátua nunca foi analisada para determinar a sa composição exata ou origem. Tem 48 cm de largura na cintura e 66 cm de altura. O Buda está sentado, com a perna direita sobre a perna esquerda, um estilo que sugere que pode ter sido esculpida pelas escolas de Chiangsaen ou Chiangmai, não muito mais cedo do que o século XV. No entanto, a pose de meditação não era popular na Tailândia e parece-se muito com algumas imagens do sul da Índia e do Sri Lanca, o que levou a que alguns sugerissem que a origem seja dessas regiões.

## Vestuário
Conforme a época do ano, a estátua é vestida com três conjuntos diferentes de roupagem em ouro. Dois dos conjuntos foram mandados fazer por Rama I (r. 1782–1809), um para o verão e outro para a estação das chuvas. O terceiro foram mandados fazer por Rama III (r. 1824–1851). As roupas são mudadas pelo rei da Tailândia ou outro membro da família real em seu nome, numa cerimónia que ocorre na mudança das estações — no primeiro quarto minguante do 4.º, 8.º e 12.º meses lunares (aproximadamente em março, agosto e novembro).
A roupa de verão é constituída por uma espécie de capacete pontiagudo, um pingente de mamilo, uma faixa, várias braceletes, pulseiras e outros adereços de roupagens reais. Na estação das chuvas o capacete é também pontiagudo, de ouro esmaltado com safiras e é vestida uma túnica de monge estampada em ouro pendurada no ombro. Na estação fria o capacete é cravejado de diamantes e a sobre a túnica é posto um xaile de malha de ouro com franjas de joias.
Os conjuntos de vestes douradas que não estão em uso são conservadas no vizinho Pavilhão de Insígnias Reais, Decorações Reais e Moedas Tailandesas, no recinto do Grande Palácio, onde estão expostas ao público.

## Cerimónias
No início do período de Banguecoque, o Buda de Esmeralda era habitualmente tirado do templo para ser levado em procissão pelas ruas, para livrar a cidade de várias calamidades, como a peste e a cólera. Esta prática foi abandonada durante o reinado de Rama IV (r. 1851–1868) por se recear que a imagem pudesse ser danificada durante as procissões e devido a Rama IV acreditar que "as doenças são causadas por germes e não por espíritos maléficos ou descontentamento do Buda".
O Buda de Esmeralda também assinala a mudança das estações na Tailândia, com o rei a presidir as respetivas cerimónias. Num ritual realizado no templo três vezes por ano, a roupa da estátua é mudada no início de cada uma das estações. Rama I iniciou este ritual para as estações quente e das chuvas; Rama III introduziu o ritual do inverno. As túnicas que adornam a imagem representam as vestes dos monges e do rei, dependendo das estações, representando o seu papel simbólico como o Buda e o rei, o qual também é o do rei tailandês, que é quem formalmente veste o Buda de Esmeralda. A mudança ritual das roupas é realizada pelo rei, que é o mestre supremo das cerimónias de todos os rituais budistas. Durante a cerimónia, o rei sobre ao pedestal, limpa a estátua varrendo o pó e muda o chapéu dourado do Buda. Seguidamente o rei fica por perto em oração enquanto um serviçal realiza o ritual elaborado da mudança de vestes. O rei também borrifa água benta sobre os seus súbditos enquanto espera fora do ubosot ("sala de ordenação"), um privilégio que anteriormente estava reservado somente aos príncipes e oficiais que assistiam à cerimónia (Uposatha) no interior.
Também há cerimónias no templo do Buda de Esmeralda noutras ocasiões, como no Dia Chakri, celebrado desde 6 de abril de 1782, um feriado nacional para homenagear o fundador da Dinastia Chakri, ainda no poder atualmente. Nesse dia, o rei e a rainha fazem orações no templo acompanhados por um séquito da famílai real, do primeiro-ministro e de oficiais do Ministério da Defesa e doutros organismos governamentais.